# جرالد اسکارف
جرالد آنتونی اسکارف (به انگلیسی: Gerald Anthony Scarfe) (زادهٔ ۱ ژوئن ۱۹۳۶) کاریکاتوریست انگلیسی است که بیشتر برای کشیدن پرترههای گروتسکی و کاملاً تحریف‌شده‌اش از سیاستمداران و دیگر چهره‌های عمومی شهره است. کارهای او در روزنامه‌ها و نشریات گوناگونی همچون ساندی تایمز چاپ شده است.

## زندگینامه
جرالد اسکارف در ژوئن ۱۹۳۶ در لندن زاده شد و به دلیل آسم مزمنی که داشت تا ۱۹ سالگی بیشتر وقتش را در رختخواب بستری بود و در همین دوران کار طراحی را شروع کرد. او مدت کوتاهی برای یک آژانس تبلیغاتی کار کرد و پس از آن به عنوان هنرمند آزاد مشغول کار شد و نخستین آثارش در دههٔ ۱۹۶۰ در ایونینگ استاندارد، پانچ و به‌ویژه پرایوت آی به‌چاپ رسید.
در ۱۹۶۶ مجموعه‌ای از طرح‌های جرالد اسکارف با عنوان «مردمان جرالد اسکارف» به چاپ رسید که شامل سوژه‌ها و تکنیک‌های گوناگونی بود. برخی از پرتره‌ها کاملاً واقعی کشیده شده بود اما برخی دیگر همچون پرتره‌های سامرست موام و دوک و دوشس ویندسور به شدت تحریف شده  و یادآور کارهای جیمز گیلری بودند. خود جرالد اسکارف در این رابطه می‌گوید: «من دوست دارم ببینم که تا چه اندازه می‌توانم صورت یک فرد را بکشم (stretch) و آن چهره هنوز قابل شناسایی باشد.»
جرالد اسکارف در ۱۹۶۹ وارد کار انیمیشن و کارگردانی فیلم برای بنگاه سخن‌پراکنی بریتانیا (بی‌بی‌سی) شد. در ۱۹۷۴ راجر واترز و نیک میسن از اعضای گروه پینک فلوید که یکی از فیلم‌های پویانمایی او را در بی‌بی‌سی دیده بودند از او دعوت به همکاری کردند تا طراحی بروشور مربوط به تور گروه در پادشاهی متحده و ایالات متحده آمریکا را به صورت کمیک انجام داده و تصویری کارتونی از اعضای گروه را نیز در مرکز آن بکشد. جرالد سپس مجموعه‌ای از ویدیوکلیپ‌های کوتاه انیمیشنی را برای گروه ساخت که در تور In The Flesh آنها در ۱۹۷۷ استفاده شد. او در ۱۹۷۹ طراحی جلد آلبوم دیوار پینک فلوید را انجام داد و در ۱۹۸۲ بر روی نسخهٔ سینمایی آلبوم دیوار با عنوان دیوار پینک فلوید کار کرد. در این فیلم حدود ۱۵ دقیقه تصاویر پویانمایی از کارهای اسکارف وجود دارد که از آن بین می‌توان به سکانس بمباران انگلستان توسط آلمان‌ها در جنگ جهانی دوم اشاره کرد که ترانهٔ «خداحافظ آسمان آبی» را همراهی می‌نماید. جرالد اسکارف همچنین در ۱۹۸۳ برای طراحی پوستر این فیلم نامزد دریافت جایزهٔ ساترن بهترین طراحی پوستر شد.
جرالد اسکارف در ۲۰۰۸ موفق به دریافت نشان افتخاری C.B.E از سری نشان‌های فرمان امپراتوری بریتانیا برای خدماتش به هنر شد.

## زندگی شخصی
او با بازیگر زن جین اشر که در سال 1971 با او آشنا شد ازدواج کرد. این زوج در سال 1981 ازدواج کردند و یک دختر و دو پسر دارند.

## برخی از آثار سینمایی و تلویزیونی
- ۲۰۱۰ - انتخابات ۲۰۱۰ (فیلم تلویزیونی، در نقش خودش)
- ۱۹۹۷ - هرکول (طراحی تولید)
- ۱۹۸۶-۱۹۸۸ - بله نخست‌وزیر (تیتراژ)
- ۱۹۸۰-۱۹۸۴ - بله وزیر (تیتراژ)
- ۱۹۸۲ - دیوار پینک فلوید (کارگردانی پویانمایی)

## جوایز
- ۱۹۸۳ - نامزد دریافت جایزهٔ ساترن بهترین طراحی پوستر برای فیلم دیوار پینک فلوید (۱۹۸۲)
- ۱۹۷۴ - نامزد دریافت جایزهٔ تلویزیونی بفتای بهترین برنامهٔ تخصصی برای Long Drawn-Out Trip: Sketches from Los Angeles (۱۹۷۱)